# Belgisch 3×3-basketbalteam (mannen)
Het Belgisch nationaal 3×3-basketbalteam, ook bekend als de Belgian 3×3 Lions, is een team van 3×3-basketballers dat België vertegenwoordigt in internationale wedstrijden.

## Olympische Spelen
| Jaar   | Plaats              | WG                  | W                   | V                   | PV                  | PT                  | Spelers                           |
| ------ | ------------------- | ------------------- | ------------------- | ------------------- | ------------------- | ------------------- | --------------------------------- |
| 2020   | 4                   | 9                   | 4                   | 5                   | 144                 | 169                 | Bogaerts, Celis, Mariën, Vervoort |
| 2024   | Niet gekwalificeerd | Niet gekwalificeerd | Niet gekwalificeerd | Niet gekwalificeerd | Niet gekwalificeerd | Niet gekwalificeerd | Niet gekwalificeerd               |
| Totaal | 1/1                 | 9                   | 4                   | 5                   | 144                 | 169                 |                                   |

## Wereldkampioenschap
| Jaar   | Plaats              | WG                  | W                   | V                   | PV                  | PT                  | Spelers                                 |
| ------ | ------------------- | ------------------- | ------------------- | ------------------- | ------------------- | ------------------- | --------------------------------------- |
| 2012   | Niet gekwalificeerd | Niet gekwalificeerd | Niet gekwalificeerd | Niet gekwalificeerd | Niet gekwalificeerd | Niet gekwalificeerd | Niet gekwalificeerd                     |
| 2014   | Niet gekwalificeerd | Niet gekwalificeerd | Niet gekwalificeerd | Niet gekwalificeerd | Niet gekwalificeerd | Niet gekwalificeerd | Niet gekwalificeerd                     |
| 2016   | Niet gekwalificeerd | Niet gekwalificeerd | Niet gekwalificeerd | Niet gekwalificeerd | Niet gekwalificeerd | Niet gekwalificeerd | Niet gekwalificeerd                     |
| 2017   | Niet gekwalificeerd | Niet gekwalificeerd | Niet gekwalificeerd | Niet gekwalificeerd | Niet gekwalificeerd | Niet gekwalificeerd | Niet gekwalificeerd                     |
| 2018   | Niet gekwalificeerd | Niet gekwalificeerd | Niet gekwalificeerd | Niet gekwalificeerd | Niet gekwalificeerd | Niet gekwalificeerd | Niet gekwalificeerd                     |
| 2019   | Niet gekwalificeerd | Niet gekwalificeerd | Niet gekwalificeerd | Niet gekwalificeerd | Niet gekwalificeerd | Niet gekwalificeerd | Niet gekwalificeerd                     |
| 2022   | 4                   | 7                   | 5                   | 2                   | 130                 | 113                 | Celis, De Valck, Depuydt, Vervoort      |
| 2023   | 11                  | 5                   | 2                   | 3                   |                     |                     | Augustijnen, De Valck, Donkor, Vervoort |
| Totaal | 2/8                 | 12                  | 7                   | 5                   | 130                 | 113                 |                                         |

## Laatste selectie
Dit was de selectie voor het Wereldkampioenschap 2022.
| Naam               | Geboortedatum | Wereldranking |
| ------------------ | ------------- | ------------- |
| Nick Celis         | 24-11-1988    | #8            |
| Maxime Depuydt     | 30-12-1992    | /             |
| Bryan de Valck     | 03-10-1995    | #30           |
| Thibaut Vervoort   | 10-12-1997    | #6            |
| Reserve            |               |               |
| Rafael Bogaerts    | 16-08-1993    | #15           |
| Caspar Augustijnen | 08-03-1999    | /             |

## Bondscoaches
| Jaar  | Coach            |
| ----- | ---------------- |
| -2024 | Steve Ibens      |
| 2024- | Christopher Pegg |

Basketbal (mannen · vrouwen) · Basketbal 3x3 (mannen · vrouwen) · Cricket (mannen · vrouwen) · Curling (gemengd · gemengddubbel · mannen · vrouwen) · Handbal (mannen · vrouwen) · Hockey (mannen · vrouwen) · Honkbal (mannen) · IJshockey (mannen · vrouwen) · Korfbal (gemengd) · Rugby (mannen · vrouwen) · Softbal (mannen · vrouwen) · Strandvoetbal (mannen · vrouwen) · Tennis (mannen · vrouwen) · Touwtrekken (mannen · vrouwen) · Voetbal (mannen · vrouwen) · Volleybal (mannen · vrouwen) · Waterpolo (mannen · vrouwen) · Zaalhockey (mannen · vrouwen) · Zaalvoetbal (mannen · vrouwen)
Mannenbasketbal: Eerste klasse · Tweede klasse · Derde klasse · Beker van België · Supercup · Nationale ploeg

Vrouwenbasketbal: Eerste klasse · Nationale ploeg

Organisatie: Basketball Belgium · Basketbal Vlaanderen